# Chevrolet Series AE
Chevrolet Series AE – samochód osobowy wyprodukowany pod amerykańską marką Chevrolet w 1931 roku.

## Galeria

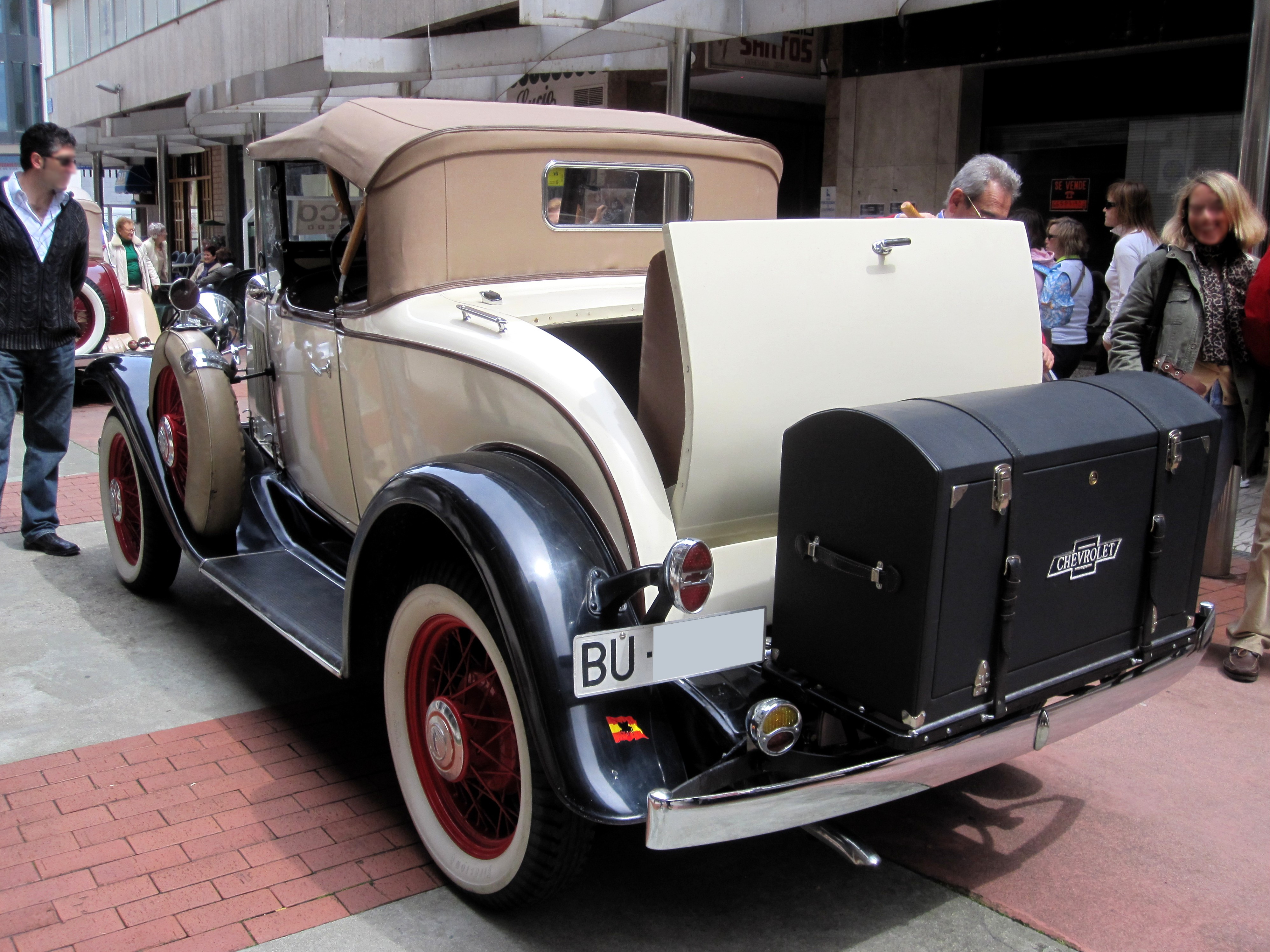
Chevrolet Series AE - tył
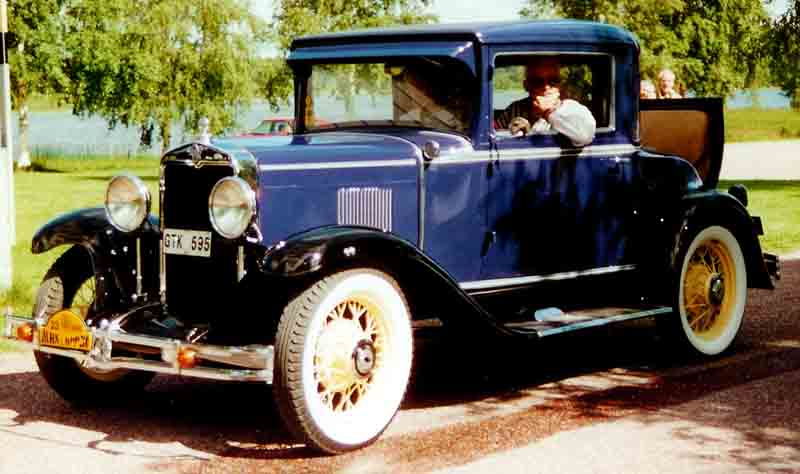
Chevrolet Series AE Sedan